# This note's for you (single van Neil Young)
This note's for you is een lied dat werd geschreven door Neil Young. Samen met The Bluenotes bracht hij het in 1988 uit op een single die nummer 80 bereikte in Canada en nummer 19 in de rocklijst van Billboard (VS). Daarnaast werd de videoclip onderscheiden met de MTV Video Music Award voor beste videoclip van het jaar.
Op zowel de B-kant van de vinylsingle als op nummer 2 en 3 van de cd-single verschenen andere versies van dit nummer, waaronder een elpeeversie en in het laatste geval een bewerking van een liveversie. Daarnaast verscheen het dat jaar op het gelijknamige album.

## Tekst, muziek en videoclip
Het mid-tempo bluesrocknummer is een protestlied over de afkeer van Young van andere artiesten die zich leenden voor reclamefilmpjes van politici en bedrijven als Pepsi, Coca-Cola, Budweiser en Miller. In het lied verwoordt hij dit bijvoorbeeld met: Ain't singing for Pepsi, ain't singing for Bud, enz. In de videoclip wordt de draak gestoken met een vlamvattende Michael Jackson, omdat die een paar jaar eerder een brandwond aan zijn hoofd opliep tijdens de opnames van de reclameclip voor Pepsi. Aan het eind van de clip toont Young een blikje met een afbeelding van een muzieknoot en de tekst sponsored by nobody.
Achter de MTV-prijs voor de videoclip schuilt een anekdote. Omdat Young allerlei merken negatief benoemt die reclame-inkomsten vertegenwoordigen, besloot de muziekzender de videoclip niet uit te zenden. Ironisch genoeg was het filmpje juist populair onder de kijkers die het uitgerekend bij deze zender kozen tot videoclip van het jaar.